# Karen Hantze Susman
Karen Hantze Susman (San Diego, 11 de dezembro de 1942) é uma ex-tenista estadunidense, ganhadora de Wimbledon de 1962. 